# کریس فرانتس
کریس فرانتس (انگلیسی: Chris Frantz؛ زادهٔ ۸ مهٔ ۱۹۵۱) موسیقی‌دان و تهیه‌کنندهٔ موسیقی اهل ایالات متحده آمریکا است. او درامر گروه‌های تاکینگ هدز و تام تام کلاب بود.